# برايان هارفي
برايان هارفي (بالإنجليزية: Brian Harvey)‏ (12 يناير 1947 بليفربول في المملكة المتحدة - ) هو مدرب كرة قدم ولاعب كرة قدم بريطاني في مركز الوسط. لعب مع شيفيلد وينزداي ونادي ريل ونادي تشستر سيتي ودالاس تورنايدو وMelbourne Hakoah ‏ وSouth Coast United SC ‏.